# 芭露駅

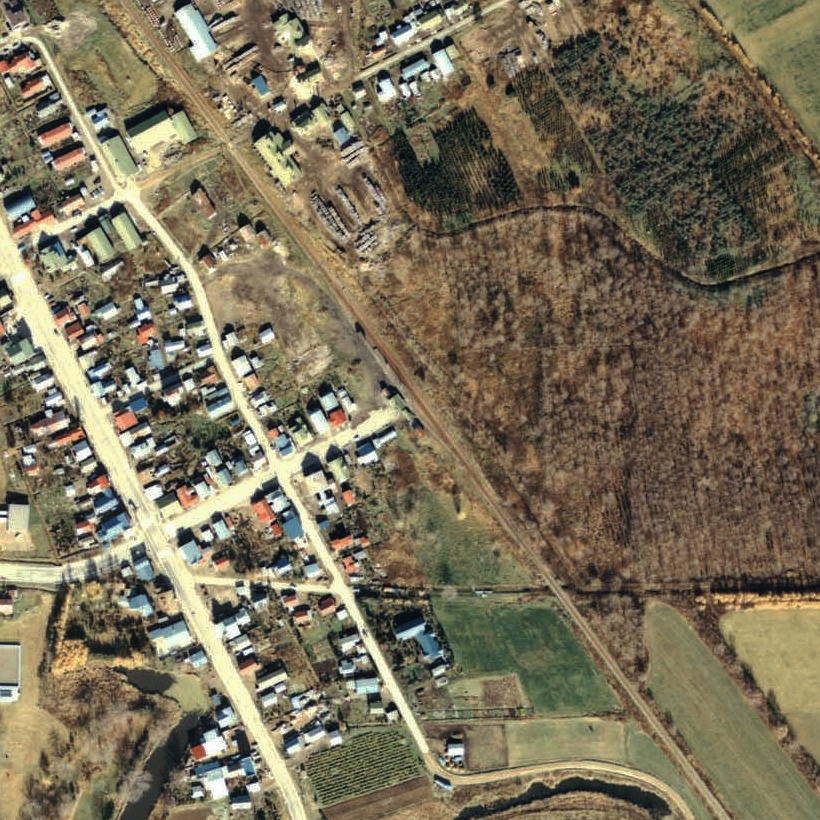
1977年の芭露駅と周囲約500m範囲。右下が網走方面。中湧別側にずれた島式ホームを有するが、駅舎側に開いた片開分岐を持ち、駅裏側が本線、駅舎側は中湧別側に貨物積卸場を持つ貨物線として使用されている。輪郭が判り難いが、その副本線上中湧別側に留置された一両の貨車らしき影が見える。また本線の外側にも副本線が見えるが、これは後に引込み線化されている。駅裏のストックヤードは原生に戻っているが、昭和20年代中頃までは駅舎横と共に多くの木材が野積みされていた。中湧別方面の駅表裏両側に当時からの木工場が残っているのが見える。

芭露駅（ばろうえき）は、北海道（網走支庁）紋別郡湧別町字芭露にかつて設置されていた、日本国有鉄道（国鉄）湧網線の駅（廃駅）である。電報略号はハロ。事務管理コードは▲122401。

## 歴史
- 1935年（昭和10年）10月20日 - 鉄道省湧網西線、中湧別駅 - 計呂地駅間の開通に伴い、開業[1]。一般駅[1]。
- 1949年（昭和24年）6月1日 - 公共企業体である日本国有鉄道に移管。
- 1953年（昭和28年）10月22日 - 中湧別駅 - 網走駅間全通により路線名を湧網線に改称、それに伴い同線の駅となる。
- 1982年（昭和57年）3月29日 - 貨物・荷物の取り扱いを廃止し[1]、同時に無人駅化[4]。
- 1987年（昭和62年）3月20日 - 湧網線の全線廃止に伴い、廃駅となる[1]。

### 駅名の由来
当駅が所在していた地名より。由来は、現在の芭露川の河口が大きいことから、アイヌ語で「パル」〔口〕あるいは「パロ」〔その口〕と呼ばれたことによる。

## 駅構造
廃止時点で、島式ホームの片面を使用する、1面1線のホームと線路を有した地上駅であった。ホームは、線路の西側（網走方面に向かって右手側）に存在した。かつては1面2線の島式ホームを有する、列車交換可能な交換駅であった。1983年（昭和58年）時点では使われなくなった駅舎側の1線は交換設備運用廃止後も転轍機が中湧別方、網走方の両方向とも維持された形で側線として残っていた。その他、本線網走方の交換設備ポイントより網走寄りからホームの外側に分岐する行き止まりの側線を1線有していた。
無人駅となっていたが、有人駅時代の駅舎が残っていた。駅舎は構内の南西側に位置し、構内踏切で側線を渡りホーム南側とを結ぶ通路で連絡した。

## 利用状況
乗車人員の推移は以下のとおり。年間の値のみ判明している年については、当該年度の日数で除した値を括弧書きで1日平均欄に示す。乗降人員のみが判明している場合は、1/2した値を括弧書きで記した。
| 年度               | 乗車人員 | 乗車人員 | 出典   | 備考 |
| 年度               | 年間     | 1日平均  | 出典   | 備考 |
| ------------------ | -------- | -------- | ------ | ---- |
| 1978年（昭和53年） |          | 70       | [ 10 ] |      |

## 駅周辺
- 国道238号（オホーツク国道）[11]
- 北海道道244号遠軽芭露線
- 北海道道491号芭露停車場線
- 湧別町役場芭露出張所
- 芭露郵便局
- 湧別町立湖陵中学校
- 湧別町立芭露小学校
- 芭露川[11]
- サロマ湖 - 駅から北東に約1.6km[9][11]。
- 湧別町営バス「芭露市街」停留所

## 駅跡

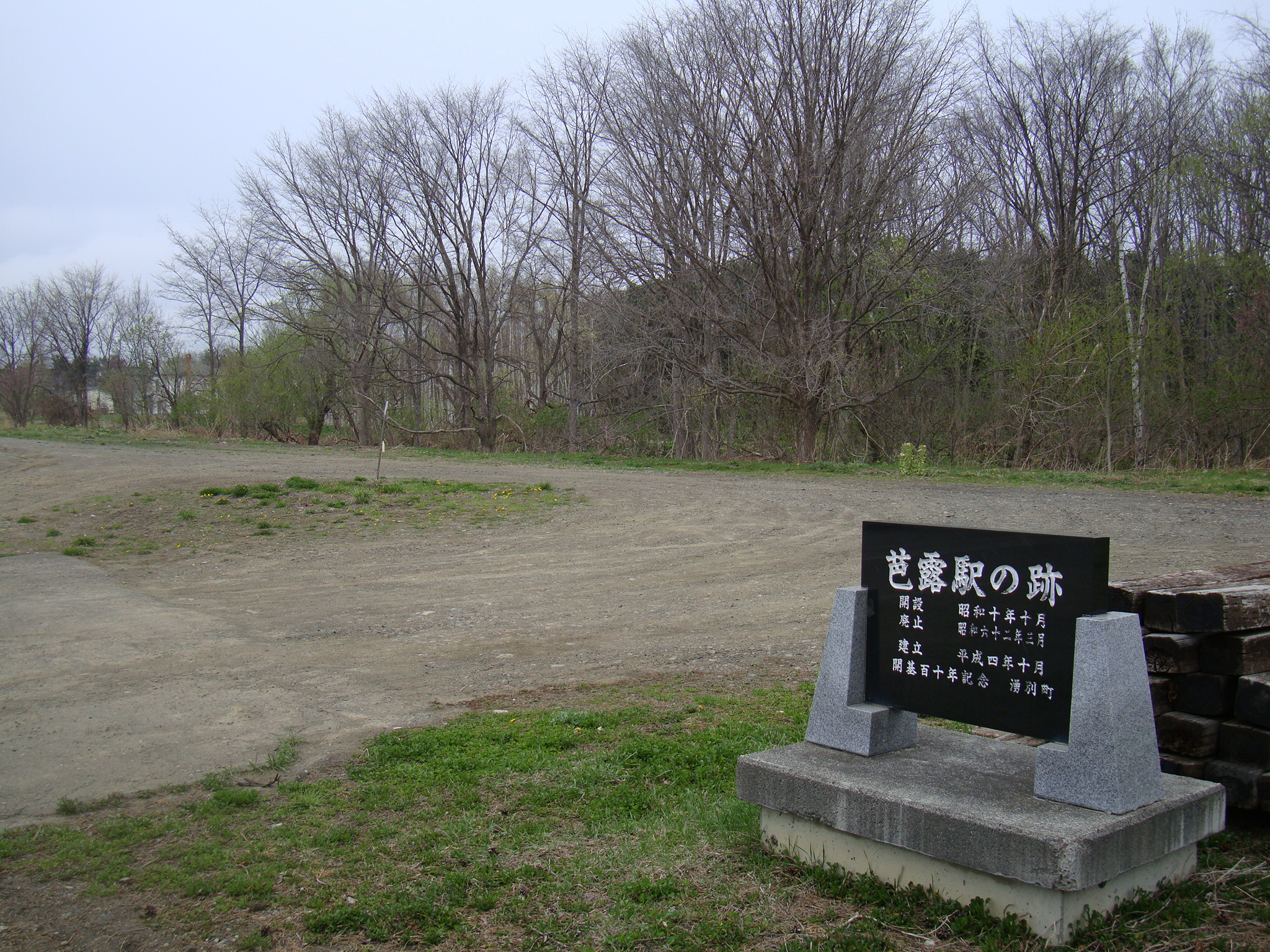
石碑と枕木があるのみ

芭露地区住民により結成された「旧芭露駅保存会」により、廃駅後も20年近くにわたって駅舎、ホーム、レールが保存され、駅舎は休憩・簡易宿泊施設として利用されていたが、国道からやや奥まったあまり目立たない場所にあったため訪れる客は少なく、老朽化や地域住民の高齢化と過疎化が進んだため、保存が困難になり2006年（平成18年）夏に駅舎が解体され、その後ホームと駅名標も撤去された。
1999年（平成11年）時点では、駅構内一式が廃駅当時のままであった。2001年（平成13年）時点でも駅銘板、駅舎内の路線廃止時の運賃表、駅舎とは別棟のトイレ棟、駅舎横の観光案内板などが残存していた。2010年（平成22年）時点では「芭露駅の跡」と記載された記念碑と、その後ろに撤去された枕木が積み上げられているのみとなっており、2011年（平成23年）時点でも同様であったが、2014年（平成26年）5月に駅跡地に介護福祉施設「サポートセンターばろう　湖水の杜」が建てられた。記念碑は、この施設の敷地内に残されている。
同じ湧別町内にある計呂地駅は国道沿いにあり、公園として引き続き整備されているため、網走市内の能取駅と卯原内駅の関係と同じような状態となっている。
また、2011年（平成23年）時点では駅跡から志撫子仮乗降場方の線路跡が未舗装の道路として再利用されていた。

## 隣の駅
日本国有鉄道
湧網線 
中湧別駅 - <五鹿山仮乗降場> - <福島仮乗降場> - 芭露駅 - <志撫子仮乗降場> - 計呂地駅